# 粉砂屑灰岩
粉砂屑灰岩（英語：calcisiltite）是一種石灰岩，主要成分為碳酸鹽質的碎屑組成，其具粉砂尺寸的顆粒含量超過50%。這些顆粒由珊瑚、貝殼、鮞粒、石灰岩和白雲石的碎片組合組成。等同粉砂岩結構但顆粒是碳酸鹽。粉砂屑灰岩可以在多種沿海、湖泊和海洋環境中堆積，通常是顆粒之間磨損和生物侵蝕的產物。粉砂屑灰岩一詞並非Grabau於1903年提出的。相反，粉砂屑灰岩一詞是由Kay於1951年創建，用於描述主要由碎屑粉砂（尺寸為0.062至0.002毫米）顆粒組成的石灰岩。